# Unione Sportiva Foggia 1955-1956
Questa pagina raccoglie i dati riguardanti l'Unione Sportiva Foggia nelle competizioni ufficiali della stagione 1955-1956.

## Stagione
Il Foggia partecipa nel 1955-1956 al campionato di IV Serie - girone G e si classifica al secondo posto dietro al Pescara.

## Organigramma societario
Area direttiva
- Commissario straordinario: Ferdinando Lupo

Staff tecnico
- Allenatore: Vincenzo Marsico

## Rosa
| N. |                   | Ruolo | Calciatore          |
| -- | ----------------- | ----- | ------------------- |
|    | Italia (bandiera) | P     | Rino Pandolfo       |
|    | Italia (bandiera) | P     | Michele Cataldo     |
|    | Italia (bandiera) | D     | Alberto Allegretti  |
|    | Italia (bandiera) | D     | Ettore Arlotti      |
|    | Italia (bandiera) | D     | Marcello Ducci      |
|    | Italia (bandiera) | D     | Paolo Guaschino     |
|    | Italia (bandiera) | D     | Gualtiero Marchiani |
|    | Italia (bandiera) | C     | Giuseppe Bortolotti |
|    | Italia (bandiera) | C     | Piero Colombo       |
|    | Italia (bandiera) | C     | Nino Giuliani       |

| N. |                   | Ruolo | Calciatore           |
| -- | ----------------- | ----- | -------------------- |
|    | Italia (bandiera) | C     | Severino Gorini      |
|    | Italia (bandiera) | C     | Carlo Mupo           |
|    | Italia (bandiera) | C     | Vincenzo Pulcinella  |
|    | Italia (bandiera) | C     | Matteo Rinaldi       |
|    | Italia (bandiera) | C     | Antonio Stornaiuolo  |
|    | Italia (bandiera) | A     | Fabrizio Bartolini   |
|    | Italia (bandiera) | A     | Carmine Buonpensiero |
|    | Italia (bandiera) | A     | Luigi Della Rocca    |
|    | Italia (bandiera) | A     | Gloriano Risos       |